# DJ卡利
（1975年11月26日—），艺名DJ哈立德（英語：DJ Khaled），是一名美国唱片制作人、广播台名人、DJ和唱片公司主管。他早期曾以阿拉伯攻击（Arab Attack）这个艺名出道，但在九一一襲擊事件之後更改了藝名。曾是总部位于迈阿密的城市音乐电台WEDR的主持人和嘻哈组合恐怖小队的DJ。从2004年到2006年，DJ卡利协助制作了多张嘻哈专辑，如神奇小子的〈Real Talk〉。
在2006年，DJ卡利发布了自己的第一章专辑《Listennn... the Album》。他陆续发布了《We the Best》(2007)，《We Global》（2008），《Victory》（2010），《We the Best Forever》（2011），《Kiss the Ring》（2012）和《Suffering from Success》（2013）多张专辑。在2009年，DJ卡利成为了Def Jam南方分公司总裁，他同时还是We the Best Music Group的首席执行官和创立者。在2015年10月23日，DJ卡利发布了他的第八张录音室专辑《I Changed a Lot》。他最近又发布了他的第九张录音室专辑《Major Key》。